# Ulus (mongols)
|  | Aquest article tracta sobre una tribu mongolia. Si cerqueu barri d'Ankara, vegeu «Ulus, Ankara». |

Ulus fou una divisió del poble mongol abans de la seva unificació per Genguis Kan.
Segons Vladimirtsov, la paraula ulus té un doble sentit: el de tribu i el de petita nació; però el mateix Vladimirtsov utilitza el nom ulus en el sentit de nació i reserva per tribu la paraula irgen, i ulus-irgen el d'estat.
Aquestos ulus o tribus o nacions eren independents entre elles, i sovint es feien la guerra, a més de lluitar contra els veïns, especialment els tàtars.